# Борис Гребеншчиков
Борис Борисович Гребеншчиков (псеудоними - БГ, Боб) руски је песник и музичар, композитор, певач и гитариста рок групе Акваријум, један од очева-оснивача руске рок музике.

## Биографија
Рођен је у Лењинграду 27. септембра 1953. године. Завршио је факултет примењене математике на Лењинградском универзитету. За време студија оснива групу Акваријум. Деби албум групе, који је добио назив Искушења светог Акваријума био је издат самиздат методом 1974. године. Музички критичари овај албум називају првим експериментом концептуалне музике у СССР. Крајем седамдесетих година ХХ века Гребеншчиков оснива први совјетски рок часопис Рокси, који је излазио у самиздату до 1979. До краја 80-их група Акваријум је постојала и стварала полуилегално. Концертна делатност Акваријума седамдесетих и почетком осамдесетих биле је ограничена на такозване "квартирнике". Квартирници су били концерти у становима слушалаца и поклоника њихове музике. 1980. године група је званично забрањена, а БГ је избачен из комсомола, разрешен дужности млађег научног сарадника и отпуштен с посла из Научно-истраживачког института за комплексна социолошка истраживања. У време перестројке група и њен лидер излазе из илегале и активно наступају, пунећи хале и стадионе. Група Акваријум се 1991. године распада, а БГ оснива нову БГ-Бенд, а годину дана касније окупља нови састав Акваријум 2.0. 2005. године Гребеншчиков започиње каријеру радио водитеља и води ауторску емисију Аеростат. Проучава будизам и преводи радове познатих гуруа на руски језик. Бори се за ослобађање политичких заробљеника и заштиту људских права. Живи и ради у Санкт Петербургу.

## Солистичка дискографија
- 1989 - Radio silence
- 1992 - Руски албум
- 1994 - Песме Александра Вертинског
- 1996 - Ћубица
- 1996 - Radio London
- 1996 - Лилит
- 1999 - Песме Булата Окуџаве
- 2004 - Без речи
- 2014 - Со

## Награде
- Ореден За заслуге за отаџбину IV степена- за велики допринос развоју музичке уметности
- Лауреат Царскосељске уметничке награде
- Лауреат награде Тријумф